# Alexandre Pinto
Alexandre Pinto (24 de Outubro de 1981) é um actor português.
Estreou-se como actor no filme Os Mutantes, de Teresa Villaverde (Cannes, 1998). Desde então participou em Mal, de Alberto Seixas Santos; Esquece Tudo o que Te Disse e Respirar (Debaixo de Água), de António Ferreira; Água e Sal, de Teresa Villaverde; O Capacete Dourado, de Jorge Cramez e Daqui P'rá Frente, de Catarina Ruivo.
Trabalhou no teatro com Paulo Filipe, em Rastos, de António Ferreira, no Teatro Aberto.
Na televisão teve participações regulares em algumas séries. Foi nomeado para os Shooting Stars (UE) e premiado como Melhor Actor no Festival Internacional de Berlim, com o filme Respirar (Debaixo de Água) (2000).

## Filmografia
- Os Mutantes de Teresa Villaverde (1998)
- Esquece Tudo o que Te Disse (2002)
- Daqui p'rá Frente (2005)